# Président de la République centrafricaine
Le président de la République Centrafricaine est le chef de l'État de la République Centrafricaine. Ses compétences politiques et institutionnelles sont régies par la Constitution de 2023.

## Système électoral

### Sous la Constitution de 2023
Depuis l'adoption de la nouvelle Constitution par le référendum du 30 juillet 2023, le président de la République Centrafricaine est élu au scrutin uninominal majoritaire à deux tours pour un mandat de sept ans renouvelable sans limitation.
Selon les dispositions de l'article 66 de la Constitution, pour être éligible à la fonction présidentielle, un candidat doit être âgé d'au moins trente ans, posséder une propriété en Centrafrique, jouir d'une bonne santé physique et mental ainsi qu'être titulaire d'une licence ou d'un niveau de diplôme équivalent. Les citoyens binationaux ou non d'origine centrafricaine de naissance sont inéligibles. La mise en place de cette disposition est critiqué par l'opposition au président Faustin-Archange Touadéra du fait que cette dernière disqualifie d'office des potentiels opposants, comme Anicet-Georges Dologuélé et Crépin Mboli-Goumba, pour l'élection présidentielle de 2025.

### Sous la Constitution de 2015
De l'entrée en vigueur de la Constitution de 2015 jusqu'à 2023, le président de la République centrafricaine est élu au scrutin uninominal majoritaire à deux tours pour un mandat de cinq ans renouvelable une seule fois. Est élu le candidat ayant recueilli la majorité absolue des suffrages exprimés au premier tour. À défaut, un second tour est organisé entre les deux candidats arrivés en tête au premier, et celui recueillant le plus de voix est déclaré élu,.

## Présidents successifs

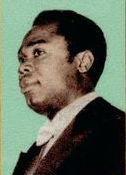
David Dacko (1960-1966)
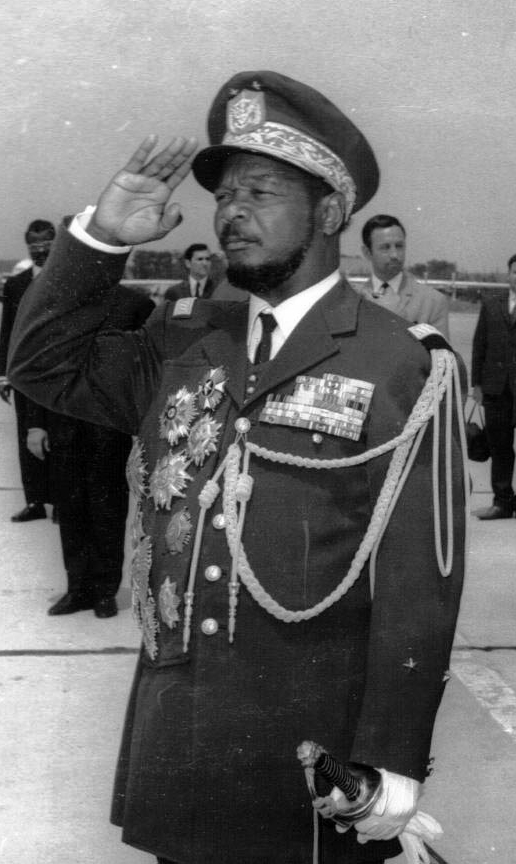
Jean-Bedel Bokassa (1966-1976)
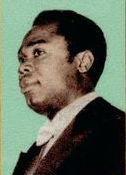
David Dacko (1979-1981)
André Kolingba (1986-1993)
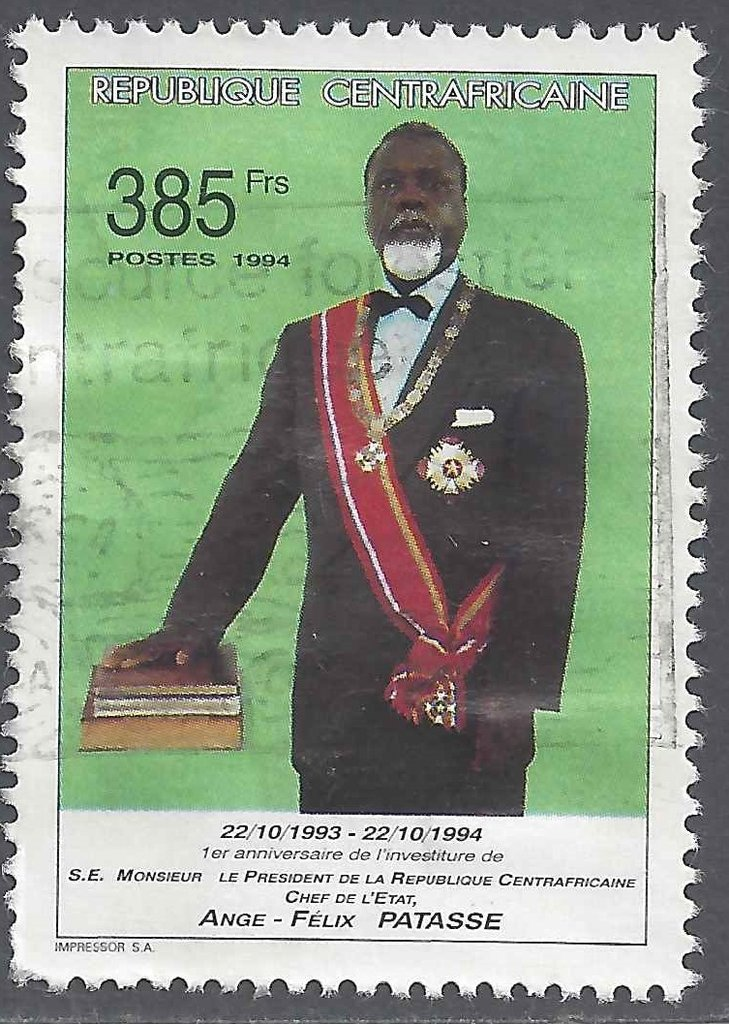
Ange-Félix Patassé (1993-2003)
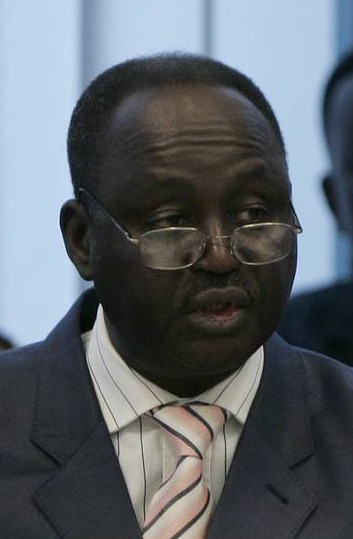
François Bozizé (2005-2013)
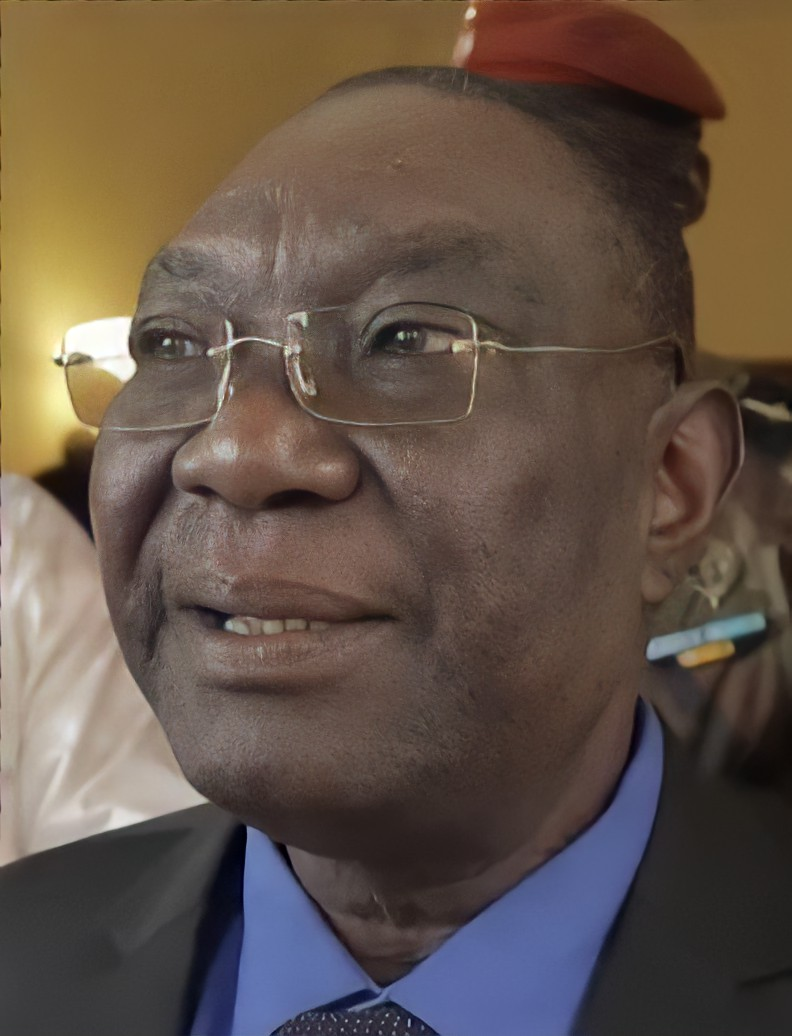
Michel Djotodia (2013-2014)
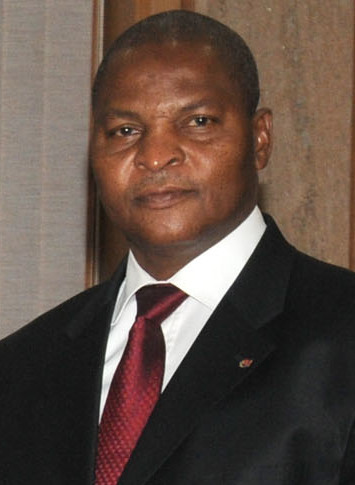
Faustin-Archange Touadéra (depuis 2016)